# Bernhard Zondek
Bernhard Zondek (1891-1966), hébreu : ברנרד צונדק, était un gynécologue israélien d'origine allemande ayant développé le premier test de grossesse fiable en 1928.

## Biographie
Bernhard Zondek est né à Wronki en Allemagne. Il étudia la médecine à Berlin, et fut diplômé en 1919. Il travailla sous la direction de Karl Franz à la clinique universitaire pour femmes de la Charité de Berlin, où il se spécialisa en obstétrique et gynécologie (spécialité obtenue en 1923). Il est le frère de Herman Zondek, professeur à l'université de Berlin, considéré comme un pionnier de l'endocrinologie moderne.

## Carrière médicale
En 1926, il devint ausserordentlicher professor puis, en 1929, médecin-chef du service d'obstétrique et de gynécologie de l'hôpital municipal de Berlin-Spandau En tant que juif, l'arrivée des Nazis au pouvoir en Allemagne en 1933 conduisit à son éviction de ce poste : il quitta alors l'Allemagne pour la Suède, et plus particulièrement, Stockholm. Il y resta sept ans, jusqu'à émigrer en Palestine mandataire, où l'université hébraïque de Jérusalem lui offrit un poste de professeur d'obstétrique et gynécologie, qu'il associa à la direction de l'obstétrique et de la gynécologie du centre médical Hadassah. 
À sa mort en 1966, il menait des recherches à l'Albert Einstein College of Medicine de l'université Yeshiva. 

## Découvertes
Les travaux de Bernhard Zondek sur l'interaction entre les ovaires et l'hypophyse le conduisirent à être l'un des chercheurs proposant l'interdépendance des glandes endocrines sous le contrôle globale de l'hypophyse. Il découvrit également que le tissu chorionique du placenta possède la capacité endocrine. Cette capacité permit la mise au point de techniques de diagnostic du carcinome chorionique et du môle hydatiforme, ainsi que des possibilités de traitement. 
Son association avec le gynécologue Selmar Aschheim (en) conduisit au bio-essai pour l'hormone gonadotrophine chorionique, utilisant originellement des souris, connu sous le nom de test d'Aschheim-Zondek ou test A-Z. Les variations ultérieures de ce test avec utilisation de lapins ou d'amphibiens, conduisit à l'utilisation de la phrase « le lapin est mort » pour indiquer la confirmation d'une nouvelle grossesse par le test du lapin (en).

## Distinctions et récompenses
Membre de l'Académie israélienne des sciences et lettres, Bernhard Zondek fut lauréat du prix Israël en 1958 en médecine.